# Chamit Agliullin
Chamit Szamsutdinowicz Agliullin (baszk. Хамит Шамсутдинович Аглиуллин, ur. 20 marca 1919 we wsi Udriakbasz w rejonie błagowarskim w Baszkirii, zm. 15 października 1943 w rejonie łojowskim w obwodzie homelskim) – radziecki wojskowy, starszy sierżant, odznaczony pośmiertnie Złotą Gwiazdą Bohatera Związku Radzieckiego (1943).

## Życiorys
Urodził się w tatarskiej rodzinie chłopskiej. Pracował w kołchozie im. Frunzego, w 1939 został powołany do Armii Czerwonej, od lutego 1943 uczestniczył w wojnie z Niemcami. Był dowódcą oddziału plutonu saperów 43 pułku piechoty 106 Dywizji Strzeleckiej 65 Armii Frontu Centralnego w stopniu starszego sierżanta, 15 października 1943 brał udział w forsowaniu Dniepru w rejonie łojowskim w obwodzie homelskim, uczestnicząc w uchwyceniu przyczółka na prawym brzegu rzeki, przewoził też zapasy przez Dniepr. Zginął w tej bitwie. 30 października 1943 został pośmiertnie uhonorowany tytułem Bohatera Związku Radzieckiego i Orderem Lenina. Był też odznaczony Orderem Czerwonej Gwiazdy. W jego rodzinnej wsi jego imieniem nazwano szkołę i ulicę.